# Lipotes vexillifer
El baiji, también llamado delfín chino de río, (Lipotes vexillifer) es una especie posiblemente extinta de cetáceo odontoceto de la familia Iniidae. Era un delfín de río endémico del río Yangtsé (China).
Apodado «la diosa del Yangtze» en China, se declaró extinto a finales del 2006 después de que una expedición no pudiera encontrar ejemplares en el río.
Sin embargo, en 2007, un baiji fue avistado por un vecino de la provincia china Anhui, llamado Zeng Yujiang. Las imágenes fueron revisadas en el Instituto de Hidrobiología de la Academia de Ciencias China, quien confirmó su autenticidad, pero en los meses de mayo-junio de 2008, se volvió a declarar al baiji completamente extinto.
Otros nombres para Lipotes vexillifer: Pai-chi, delfín de río chino, delfín de aleta blanca, delfín de bandera blanca, delfín del Yangtsé.

## Distribución
Históricamente el baiji habitó a lo largo de 1 700 kilómetros del curso medio e inferior del río Yangtsé, al oeste hasta la desembocadura del río, cerca de Shanghái. Actualmente su hábitat se ha reducido cientos de kilómetros.
Aproximadamente el 12% de la población humana del mundo vive y trabaja en el río Yangtze, ejerciendo presión sobre el río. La construcción de la represa de las Tres Gargantas, también dio lugar a la pérdida de hábitat.

## Conservación
Tan pronto como China decidió modernizarse reconoció el estado precario del delfín de río. En 1978 la Academia China de Ciencias estableció el Centro de Investigación del Delfín de Agua Dulce, como una rama del Instituto Wuhan de Hidrobiología. De todos modos los esfuerzos de este instituto para salvar a estos mamíferos probaron ser pocos y tardíos.
La primera organización de protección de especies acuáticas chinas, la Fundación de Conservación de Wuhan “Delfín Baiji”, fue fundada en diciembre de 1996. Recaudó 1 383 924,35 yuanes (alrededor de USD 100 000) y usó esos fondos para la preservación de células in vitro y para mantener las instalaciones del delfín de río chino, incluyendo el Santuario de Shishou que fue inundado en 1998.
Douglas Adams y Mark Carwardine documentaron sus encuentros con los animales en peligro en sus viajes de conservación para el programa de la BBC La última oportunidad para ver (Last Chance to See). El libro del mismo nombre, publicado en 1990, incluyó fotos de un ejemplar en cautiverio, un macho llamado Qi Qi, que vivió en el delfinario del Instituto Wuhan de Hidrobiología desde 1980 hasta el 14 de julio de 2002. Este delfín, descubierto por un pescador en el lago Dongting, se convirtió en el único residente del delfinario de Baiji, al lado del lago del Este. Otro delfín capturado falleció después de un año (de 1996 a 1997), en la Reserva Seminatural de Shishou Tian-e-Zhou, la cual contenía solamente marsopas sin aleta (Neophocaena phocaenoides) desde 1990. Otro delfín, una hembra hallada en la isla de Chongming cerca de Shanghái en 1998, falleció de hambre después de un mes ya que no aceptó la comida que se le proveía. 
La especie de cetáceo en mayor peligro en el mundo según el Libro Guinness de los récords, fue avistada por última vez en el mes de septiembre de 2004. La agencia de noticias Xinhua anunció el 4 de diciembre de 2006 que ningún delfín de río chino fue detectado tras una búsqueda visual y acústica realizada por 30 investigadores durante seis semanas en el río Yangtze. El fracaso de la “expedición del delfín de agua dulce del río Yangtze” levantó sospechas sobre la inequívoca extinción de una especie de cetáceo debido a la acción humana (la extinción de algunas poblaciones de ballenas francas pueden o no haber sido especies distintivas). La escasa visibilidad del agua y las condiciones climáticas pueden haber dificultado los avistamientos, pero de todos modos algunos científicos declararon a la especie “funcionalmente extinta” el 13 de diciembre de 2006. La población actual de este delfín es difícil de calcular, pero se piensa que son menos de los que se necesitan para la propagación de la especie.

### Línea de tiempo
- 1979: China lo declara en peligro de extinción.
- 1983: La caza del delfín es declarada ilegal.
- 1986: Quedan 300 individuos.
- 1989: Se completa la represa Gezhouba.
- 1990: Quedan 200 individuos.
- 1994: Empieza la construcción de la Presa de las Tres Gargantas.
- 2006: No se encuentra ningún individuo, lo cual indica que están "extintos con toda probabilidad".
- 2007: Se realiza una expedición a lo largo del río para saber cuantos animales quedan. No se encuentra ningún animal, por lo que la especie es declarada completamente extinta. A partir de aquí el gobierno chino tratará de evitar la extinción de la marsopa sin aleta, otro cetáceo que también vive en el río y que se halla en grave peligro de extinción. Sin embargo ese año un baiji fue avistado por un vecino de la provincia china Anhui.
- 2007: Quedan menos de 50 ejemplares (se cuentan solo 23).
- 2010: Empieza a llenarse la citada presa.
- 2013: Se encuentran solo 7 ejemplares.

### Muestreo
| Año       | Área de muestreo    | N.º de km muestreados | N.º de baiji avistados | N.º de baiji estimados |
| --------- | ------------------- | --------------------- | ---------------------- | ---------------------- |
| 1979      | Wuhan-Chenglingji   | 230                   | 19                     | –                      |
| 1979      | Nanjing-Taiyangzhou | 170                   | 10                     | –                      |
| 1979–1981 | Nanjing-Guichi      | 250                   | 3–6 grupos             | 400                    |
| 1978–1985 | Yichang-Nantong     | 1600                  | >20 grupos             | 156                    |
| 1985–1986 | Yichang-Jiangyin    | 1510                  | 42 grupos              | 300                    |
| 1979–1986 | Fujiangsha-Hukou    | 630                   | 78–79                  | 100*                   |
| 1987–1990 | Yichang-Shanghai    | 1669                  | 108                    | 200                    |
| 1989–1991 | Hukou-Zhenjian      | 500                   | 29                     | 120                    |
| 1991–1996 | Xinchang-Wuhan      | 413                   | 42                     | < 10                   |

## Causas de la extinción
Las causas de la extinción del Lipotes vexillifer son muy diversas, aunque concretamente, el fin de la especie se ha atribuido a la sobrepesca, a la construcción de represas, a la degradación ambiental y a las colisiones de embarcaciones con estos animales.
La represa de las Tres Gargantas alteró de manera irrecuperable el hábitat de este delfín. Científicos esperaron poder salvarlos trasladándolos a un lago cercano, para luego reintroducirlos nuevamente al río cuando sus oportunidades de supervivencia fuesen mayores. Otras especies que han sido amenazadas por la represa son la grulla siberiana y el pez espátula chino.